# Maximilian von Mutius
Johannes Heinrich Maximilian von Mutius (né le 27 janvier 1865 à Berlin et mort le 30 janvier 1942 à Gellenau, arrondissement de Glatz) est un général de division prussien.

## Biographie

### Origine
Maximilien est issu de la 1re lignée de la famille noble Mutius. Il est le second fils du capitaine de cavalerie prussien et seigneur d'Altwasser et de Gellenau, Hans von Mutius (1825–1883) et de sa femme Gerta, née von Bethmann Hollweg (1831–1896), fille de l'homme politique Moritz August von Bethmann-Hollweg. Son frère aîné est le lieutenant général prussien Albert von Mutius, son frère cadet le diplomate Gerhard von Mutius. L'un de ses cousins est le chancelier Theobald von Bethmann Hollweg.

### Carrière
Mutius s'engage le 22 mars 1884 comme cadet dans le 7e régiment de grenadiers de l'armée prussienne à Liegnitz, promu sous-lieutenant à la mi-septembre 1885 et est adjudant du 2e bataillon du 5 mars 1889 au 19 septembre 1891. Transféré ensuite à Spandau dans le 3e régiment de grenadiers de la Garde, il est promu Premierleutnant à la mi-septembre 1893 et suit l'Académie de guerre d'octobre 1893 à juillet 1896. À partir d'avril 1897, Mutius est affecté pour deux ans au service du Grand État-Major et est ensuite promu capitaine dans l'état-major du 6e corps d'armée avec promotion au grade de capitaine. Il est ensuite affecté à l'état-major général de la 2e division d'infanterie à partir de la mi-avril 1901. Le 13 février 1902, il est muté au grand état-major général et commandé comme attaché militaire à la légation allemande à Bucarest (de). Nommé chef de la 8e compagnie du 7e régiment de grenadiers, Mutius est retourné au service des troupes le 10 mars 1904. Avec sa promotion au grade de major, il est à nouveau muté au Grand État-Major le 19 octobre 1905 et commandé en tant qu'attaché militaire à la légation allemande à Paris. À la mi-juin 1909, il est transféré à l'état-major général du 4e corps d'armée.
Le 1er septembre 1910, Mutius est nommé adjudant de service par l'empereur Guillaume II. En même temps, il est commandant de la compagnie de la Garde du château et membre de la Commission générale des ordres. Dans ces fonctions, il est promu colonel jusqu'au 22 mars 1914. Pendant la Première Guerre mondiale, il est promu major général le 20 mai 1917 et commande la 6e division d'infanterie du 15 décembre 1917 au 21 février 1919, après la fin de la guerre. En juillet 1918, il reçoit le grade de commandeur de l'ordre de la maison royale de Hohenzollern avec des épées pour son travail.
Pendant la République de Weimar et l'ère national-socialiste, Mutius vit isolé dans le château familial de Gellenau.
La succession de Mutius est désormais conservée aux Archives fédérales de Fribourg. Il contient ses mémoires 1865–1918, qui étaient auparavant non imprimés mais sont utilisés en partie par des historiens tels que Holger Afflerbach dans d'autres ouvrages.